# Santa Rosa (Bolívar)
Santa Rosa, auch bekannt als Santa Rosa del Norte und Santa Rosa de Lima, ist eine Gemeinde (municipio) im Departamento Bolívar im Norden von Kolumbien. Santa Rosa ist Teil der inoffiziellen Metropolregion Cartagena, der Metropolregion von Cartagena.

## Geographie
Santa Rosa liegt im Norden von Bolívar in der Subregion Dique Bolivarense etwa 14 km von Cartagena entfernt und hat eine Durchschnittstemperatur von 28 °C. An die Gemeinde grenzen im Norden Clemencia, im Süden Turbaco, im Osten Villanueva und im Westen Cartagena.

## Bevölkerung
Die Gemeinde Santa Rosa hat 24.694 Einwohner, von denen 15.800 im städtischen Teil (cabecera municipal) der Gemeinde leben. In der Metropolregion leben 1.382.015 Menschen (Stand 2019).

## Geschichte
Die indigene Bevölkerung des heutigen Santa Rosa wurde seit 1549 von den Spaniern im Encomienda-System ausgebeutet. Als Gründungsdatum des heutigen Ortes wird das Jahr 1735 angegeben, als der Kazike Alipaya mit Genehmigung des damaligen Gouverneurs von Cartagena die Bewohner aus dem Encomienda-System führte. In der Folge wurde Santa Rosa zu einem der wichtigsten Agrarproduzenten an der kolumbianischen Karibikküste.

## Wirtschaft
Der wichtigste Wirtschaftszweig von Santa Rosa ist die Landwirtschaft. Insbesondere werden Maniok, Bananen, Aubergine, Mango, Yams, Mais und Bohnen angebaut. Zudem spielt die Rinderproduktion eine wichtige Rolle.